# Nothroctenus marshi pygmaeus
Nothroctenus marshi pygmaeus is een spinnenondersoort in de taxonomische indeling van de kamspinnen (Ctenidae).
Het dier behoort tot het geslacht Nothroctenus. De wetenschappelijke naam van de soort werd voor het eerst geldig gepubliceerd in 1909 door Embrik Strand.